# 福島成蹊中学校・高等学校
福島成蹊中学校・高等学校（ふくしませいけいちゅうがっこう・こうとうがっこう）とは、福島県福島市にある私立中学校・高等学校。
2009年から併設型中高一貫校になる。
東京都武蔵野市に所在する学校法人成蹊学園、大阪府大阪市東淀川区に所在する学校法人大阪成蹊学園、福岡県福岡市東区に所在する学校法人福岡成蹊学園とは人的・資本的関係が一切無い。

## 沿革
- 1913年（大正2年） - 福島成蹊女学校として創立。
- 1944年（昭和19年） - 教育に関する戦時非常措置のため、福島成蹊女子商業学校と校名改称。
- 1948年（昭和23年） - 学制改革により、福島成蹊女子高等学校となる。
- 2004年（平成16年） - 校名を「福島成蹊高等学校」と改称し、男女共学校とする。
- 2007年（平成19年） - 普通科全領域を男女共学とする。
- 2009年（平成21年） - 福島成蹊中学校を開校し中高一貫教育を開始。
- 2013年（平成25年） - 創立100周年記念式典を挙行。

## 設置学科
高等学校
- 普通科
  - 一貫コース
    - 一貫文系コース
    - 一貫理系コース

  - 学究進学コース
    - 学究進学文系コース
    - 学究進学理系コース

  - 文理選抜コース
    - 文理選抜文系コース
    - 文理選抜理系コース

  - 普通コース
    - 普通文系コース
    - 普通理系コース
    - 普通総合コース

- (一貫コース)

福島成蹊中学校からの進学者に限定されるため、他の公立中学校生徒を対象とした入学試験は行っていない。国公立大学への進学を主目的としている。その為、高校課程では放課後は部活動を行わず居残りで補習と自習を行う。学習合宿は、夏季休業中に4泊5日、春季休業中に3泊4日の日程で行われる。高校3年生は冬季休業中にセンター試験合宿も行われる。高等学校課程では2年次進級時に文系コースと理系コースに分けられる。
- (学究進学コース[旧：特別進学コース])

国公立大学・難関私立大学の受験に対応したコース。週6日制(但し、3月のみ土曜日が休み)平日7時間(木曜日は4時間＋HR)、休日4時間の授業と平日2時間(木曜日は自習)休日3時間の補講で大学合格力を高める。その為、部活動を行わず学習を中心とした生活となる。尚学習合宿は行われていない。その代わり夏季休業・冬季休業・春季休業中に学習強化期間が設けられているが特に拘束力はない。2年次進級時に文系コースと理系コースに分けられる。
- (文理選抜コース)

地方国公立大学の受験に対応したコース。週5日制7時間授業で文武両道を目標とする。2年次進級時に文系コースと理系コースに分けられる。
- (普通コース)

福島成蹊高等学校の基幹となるコースである。私立大学・短期大学・専門学校の受験や就職に対応したコース。週5日制6時間授業で学習と部活を両輪として向上をはかる。2年次進級時に文系コースと理系コースと総合コースに分けられる。

## 部活動
- 前述の通り一貫コース(高校課程)及び特別進学コースは部活動を行っていない

運動部
- ソフトボール部
- 水泳部
- 卓球部
- テニス部
- バレーボール部
- 硬式野球部
- 陸上競技部
- バスケットボール部
- バドミントン部
- サッカー部

文化部
- 吹奏楽部
- 書道部
- 家庭研究部
- 合唱部
- 華道部
- 美術部
- 社会研究部
- アニメーション部
- ギター部
- コンピュータ部
- 自然科学部
- 演劇部
- JRC・IAC部
- ESS部
- 茶道部
- 放送局

## 著名な出身者
- 高倉麻子 - 元女子サッカー選手（アトランタオリンピック代表）

## 交通アクセス
- JR東日本・阿武隈急行・福島交通福島駅東口バスプール2番・3番乗り場より伊達、桑折、藤田、伊達経由保原、月の輪経由保原・梁川、月の輪台団地、伊達（田町）、4号線先回り信夫山循環にて「豊田町」下車、徒歩5分で上浜キャンパス
- JR東日本・阿武隈急行・福島交通福島駅東口バスプール6番乗り場より福島赤十字病院、わたり病院経由飯野にて「成蹊高校」下車徒歩1分で上浜キャンパス、「成蹊中学校」下車徒歩1分で腰浜キャンパス